# Coproporphyrinogène I
Le coproporphyrinogène I est un tétrapyrrole qui s'accumule chez les patients atteints de porphyrie aiguë intermittente.